# Saint-Privat-de-Champclos
Saint-Privat-de-Champclos är en kommun i departementet Gard i regionen Occitanien i södra Frankrike. Kommunen ligger i kantonen Barjac som tillhör arrondissementet Alès. År 2022 hade Saint-Privat-de-Champclos 336 invånare.

## Befolkningsutveckling
Antalet invånare i kommunen Saint-Privat-de-Champclos
Referens:INSEE